# Pedro Casariego
Pedro Casariego Córdoba o Pe Cas Cor (Madrid, 1955-1993) fue un escritor español, poeta y pintor, hermano del escritor y guionista Martín Casariego y del también escritor Nicolás Casariego.

## Biografía
Poeta y más tarde también pintor, se dedicó a la literatura entre 1974 y 1986, fecha a partir de la cual la sustituyó por los dibujos, algunos acompañados por textos, como los que dan cuerpo a La vida puede ser una lata (1988). 
Cursó su bachillerato en el liberal Colegio Estilo, en Madrid. En 1989 contrajo matrimonio con Ana Ruiz de la Prada, y desde entonces estuvo creando su obra pictórica, que llegó a superar el centenar de lienzos. 
El 6 de enero de 1993, concebido como regalo a su hija Julieta, terminó Pernambuco, el elefante blanco, cuento ilustrado con el que dio por finalizada su obra gráfica y escrita. Dos días después murió, «mordido por un tren hambriento», al arrojarse al paso del tren en la estación de Aravaca.
Sobre su propio trabajo dijo:

Mi forma de escribir es la imitación del torrente. Consiste simplemente en abrir un grifo y dejar que manen de ese grifo todos los líquidos y todos los cantos químicos posibles, tratando de hacer acopio de imágenes, robando palabras a los periódicos, expresiones a las gentes, términos a los diccionarios.

El padre del poeta, el arquitecto asturiano, Pedro Casariego Hernández-Vaquero, en el epílogo de Poemas Encadenados escribió: 

Yo tuve un hijo raro. Sus virtudes poderosas, honestidad, estoicismo, austeridad, clarividencia, nos sirvieron de ejemplo y marcaron a fuego a la familia, que se hizo mejor.

Ángel González comentó en el prólogo del citado libro recopilatorio: 

Es un artista intrigante y misterioso... sin par en la literatura española de su tiempo. Un autor que en su afán secreto no pudo evitar que de una obra literaria tan insólita como compleja, emanara limpiamente la certeza de lo que realmente y dolorosamente fue: ante todo un poeta, un espléndido poeta.

## Obra

Poemas encadenados (1977-1987). Seix Barral, 2003

La obra literaria de Pedro Casariego la componen seis libros formados por poemas que se encadenan argumentalmente, de tal modo que constituyen una narración. Además de un elevado número de poemas sueltos, una serie de poemas ilustrados y algunos textos en prosa.

### Los seis libros de "poemas encadenados"
- La canción de Van Horne (escrito en 1977; publicado por Ediciones Tansonville, 2004)
- El hidroavión de K. (1978; Ave del Paraíso, 1994)
- La risa de Dios (1978; revista "El Paseante", 1985; Ediciones Tansonville, 2006)
- Maquillaje. Letanía de pómulos y pánicos (1979; Editora Nacional, 1983; Ediciones Tansonville, 2008)
- La voz de Mallick (1981; Diputación Provincial de Huelva, 1989)
- Dra (1986; CODA, 1993).

Poemas encadenados, 1977-1987 (Seix Barral, 2003; reedición revisada y aumentada Poemas encadenados, Seix Barral, 2020). El  título hace referencia a que recoge los seis libros antes citados. Incluye además poemas sueltos escritos también en esas fechas.

### Poemas ilustrados o dibujos asociados a textos
Se pueden encontrar en:
- La vida puede ser una lata (1986-87; Zigzag, 1988; Árdora Ediciones, 1994. Incluye además una serie de textos inspirados en Pedro Casariego, bajo el título de Falsearé la leyenda)
- "Pliegos de la Ínsula Barataria", n.º 2, 1995.
- Cuadernos amarillo, rojo, verde y azul (Árdora Exprés, 1998)
- Pernambuco, el elefante blanco (Ya lo dijo Casimiro Parker, 2017)

### Recopilación de textos en prosa
- Verdades a medias (Espasa Calpe, 1999)

En 2004 se publicó como libro independiente Qué más da (incluido en Verdades a medias). El libro editado por El Gaviero Ediciones Archivado el 1 de junio de 2020 en Wayback Machine., 2004 fue prologado por Luis Alberto de Cuenca e ilustrado por Javier Roz.
Parte de su obra –al margen de libros– está recogida en numerosas revistas y suplementos culturales. Un ejemplo es el poema "Te quiero porque tu corazón es barato" (Astrolabio).

### Casariego en antologías poéticas
- Después de la modernidad (Anthropos, 1987)
- 8 poetas raros (Árdora, 1992)
- Poesía espanhola de agora / Poesía española de ahora, (Relógio d’Agua, Lisboa, 1997)
- Diez poetas de los ochenta (Mercamadrid, 2007)
- Contrapoesía (Ya lo dijo Casimiro Parker, 2010). Aquí se publica  una serie de poemas inéditos de 1977, con el tema de la mujer como amalgama

### Poemas de Casariego en la música
La obra de Pedro Casariego ha influido en letristas y cantantes. Por ejemplo en Enrique Bunbury y en el grupo Odio París. El primero fue acusado de apropiación sin reconocimiento por los familiares del poeta tras utilizar versos suyos en una canción.

## Familia de escritores
- Hermano del escritor y guionista Martín Casariego Córdoba (1962-) martin-casariego.com.
- Hermano del también escritor Nicolás Casariego (1970-), que fue finalista del premio Nadal.